# 黄偏盖螺
黄偏盖螺（学名：Hyalorisia tosaensis），是中腹足目偏盖螺科Hyalorisia属的一种。主要分布于台湾，常栖息在深海。